# Rashid al-Aasmi
Rashid al-Aasmi (* 3. Juni 1997) ist ein omanischer Leichtathlet, der sich auf den Sprint spezialisiert hat.

## Sportliche Laufbahn
Erste internationale Erfahrungen sammelte Rashid al-Aasmi im Jahr 2017, als er bei den Islamic Solidarity Games in Baku mit der omanischen 4-mal-100-Meter-Staffel in 40,37 s den fünften Platz belegte. Anschließend verpasste er bei den Asienmeisterschaften in Bhubaneswar mit 41,08 s den Finaleinzug und gewann dann bei den Arabischen Meisterschaften in Radès in 40,64 s die Silbermedaille hinter dem Team aus Saudi-Arabien. 2019 startete er im 200-Meter-Lauf bei den Asienmeisterschaften in Doha und schied dort mit 21,74 s im Halbfinale aus. 2021 schied er bei den Arabischen Meisterschaften in Radès mit 21,73 s im Vorlauf aus und 2023 belegte er bei den Arabischen Meisterschaften in Marrakesch in 21,11 s den sechsten Platz. Kurz darauf gelangte er bei den Panarabischen Spielen in Algier mit 21,33 s auf Rang fünf über 200 Meter und siegte mit der Staffel in 39,70 s. Anschließend belegte er bei den Asienmeisterschaften in Bangkok mit neuem Landesrekord von 39,17 s den fünften Platz und schied über 200 Meter mit 21,17 s im Halbfinale aus. Im Oktober schied er bei den Asienspielen in Hangzhou mit 21,32 s im Semifinale über 200 Meter aus und wurde mit der Staffel im Vorlauf disqualifiziert.

## Persönliche Bestzeiten
- 100 Meter: 10,69 s (+0,1 m/s), 12. Mai 2023 in Dubai
- 200 Meter: 20,78 s (+0,2 m/s), 12. Mai 2023 in  Dubai